# بينوا ديفيد
بينوا ديفيد هو مغني كندي، ولد في 19 أبريل 1966 في مونتريال في كندا.

## وصلات خارجية
- بينوا ديفيد على موقع ميوزك برينز (الإنجليزية)
- بينوا ديفيد على موقع ديسكوغز (الإنجليزية)